# Hydrurga leptonyx
La foca leopardo (Hydrurga leptonyx), o anche leopardo marino, nota anche come idrurga, è un mammifero appartenente alla famiglia delle Phocidae e rappresenta l'unico esponente del genere Hydrurga.

## Aspetto morfologico
Le foche leopardo sono piuttosto grandi e vigorose e raggiungono i 3 m di lunghezza e i 350 kg di peso. Solitamente le femmine sono più grandi dei maschi. Hanno il dorso e il capo grigio scuro, e il ventre molto più chiaro. Nel petto sono presenti delle macchie, che ricordano un leopardo, da cui deriva il nome di questa specie.  
Hanno un corpo slanciato e sono abilissimi e veloci nuotatori. La testa e le fauci sono forti e ben sviluppate così come il collo. Anche la loro dentatura è particolare: infatti, come molti altri carnivori, possiede denti frontali piuttosto affilati, mentre i molari si chiudono in modo tale da consentire di filtrare il krill dall’acqua.   
Il corpo idrodinamico e la formula dentaria tipica dei carnivori consentono ad Hydrurga leptonyx di mantenere una posizione apicale all'interno delle reti trofiche antartiche.

## Distribuzione e habitat
La foca leopardo vive nelle fredde acque che circondano l'Antartide. Nei mesi estivi abita le distese coperte dal pack e alcune isole subantartiche, restando comunque per gran parte del tempo in acqua, mentre nei mesi invernali si sposta più verso nord. Occasionalmente alcuni individui si spingono fino alle coste meridionali del Sud America, dell'Australia e della Nuova Zelanda, arrivando fino alle Isole Cook. Spesso frequenta i dintorni delle colonie di pinguini.
Si ritiene che la popolazione possa superare i 200.000 individui ed è la foca con la più ampia distribuzione geografica.

## Biologia

### Comportamento
Le foche leopardo sono animali generalmente solitari, e a causa di ciò la loro biologia e le loro abitudini sono poco conosciute: meglio descritte sono le loro abitudini alimentari. La foca leopardo è, fra tutte le specie di foche e otarie, quella che maggiormente ha conservato le abitudini ed i gusti dei suoi antenati, e dei carnivori terrestri. Infatti dei grandi predatori ha pure l'indole solitaria, che contrasta con le abitudini gregarie di molti altri pinnipedi.

### Alimentazione
Le foche leopardo sono temibili predatrici: oltre al krill, la loro dieta comprende anche pesci, foche e pinguini che cacciano come vere predatrici. In un caso è stato documentato l'attacco e l'uccisione di una ricercatrice inglese da parte di un esemplare di foca leopardo.

### Predatori
Essendo quasi in cima alla catena alimentare antartica, le foche leopardo hanno pochissimi predatori; di fatto, oltre all'uomo, solo le orche cacciano questi animali.

## Altri progetti

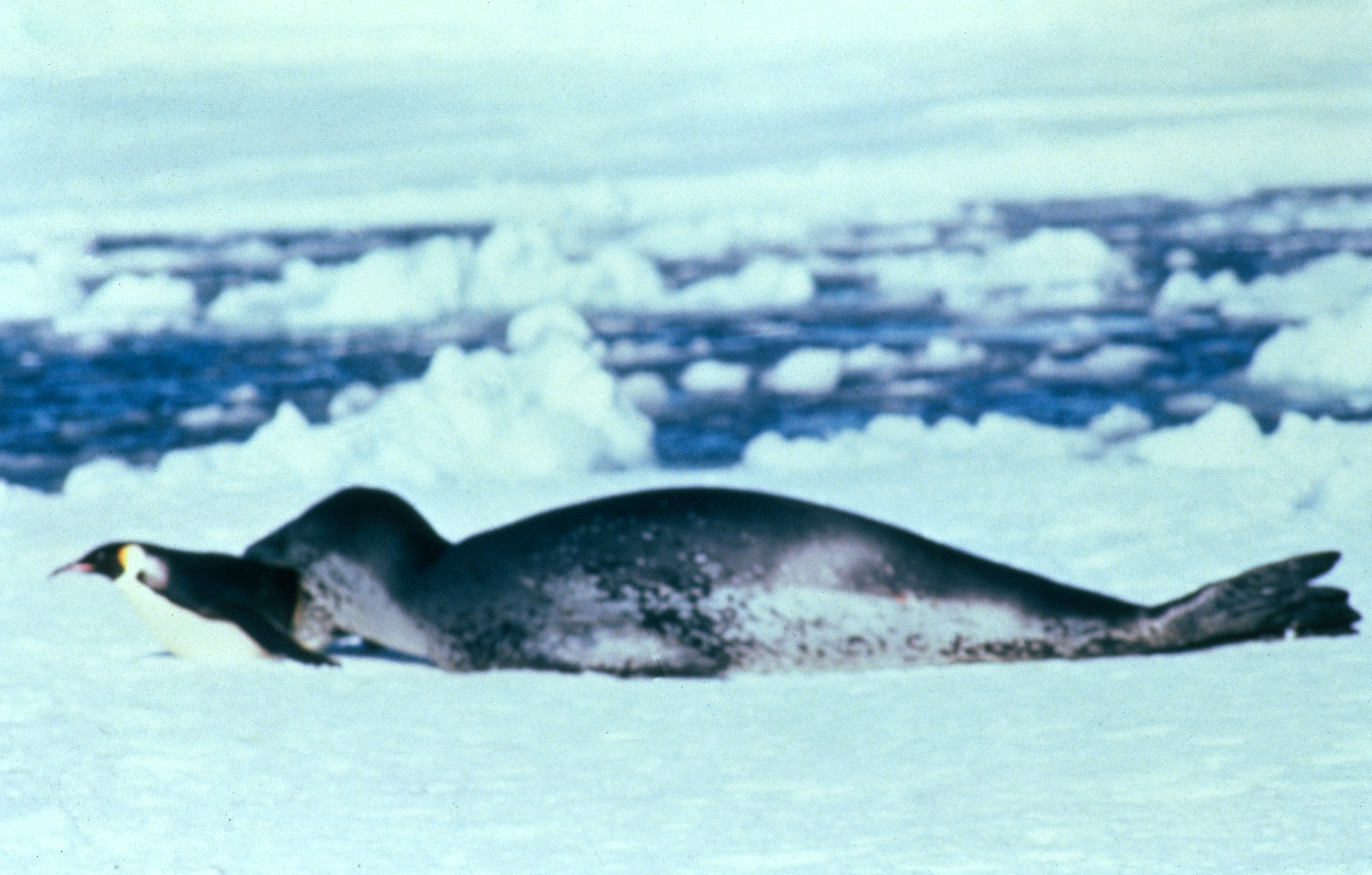
Foca leopardo mentre attacca un pinguino imperatore.